# РС-26 Рубеж
РС-26 Рубеж је интерконтинентална балистичка ракета (ICBM) коју је развила Русија. Она представља један од новијих типова мобилних ракетних система осмишљених за јачање способности руских стратешких снага и пробијање сложених противракетних система.

## Историја развоја
Развој ракете РС-26 започео је крајем 2000-их година, са циљем унапређења руског арсенала и обезбеђивања мобилности и преживљавања ракетних система у условима савремених ратних претњи. Прво успешно тестирање одржано је 2011 године, а серија тестирања настављена је до 2016 године. Овај пројекат је изазвао пажњу међународне заједнице због могућег кршења Споразума о ликвидацији ракета средњег и кратког домета.

## Карактер
РС-26 је ракета способна за лансирање са мобилних платформи, што побољшава њену оперативну флексибилност и могућност маневрисања. Домет ракете варира од 2.000 до 6.000 километара, зависно од конфигурације, што јој омогућава да функционише као хибридна ракета средњег и интерконтиненталног домета. Осим тога, ракета је опремљена више независно усмеривих бојевих глава (MIRV), које омогућавају гађање више циљева истовремено.
РС-26 Рубеж је развијена као одговор на растућу претњу од савремених противракетних штитова. Њена способност да носи различите типове бојевих глава и изврши маневре при уласку у атмосферу чини је тешком метом за пресретање. Ово је део ширијих руских напора да побољша своју стратешку позицију у контексту глобалне безбедности.

## Оперативни статус
Иако је ракета прошла више тестова, њено званично распоређивање у руске стратешке снаге било је предмет различитих спекулација. Подаци о њеној употреби су ограничени, што повећава интересовање и забринутост стручњака за безбедност широм света.